# Glauber Rocha
Glauber Pedro de Andrade Rocha (Vitória da Conquista, 14 de marzo de 1938 - Río de Janeiro, 22 de agosto de 1981) fue un influyente director de cine brasileño, actor y guionista. Es famoso por su trilogía compuesta por Dios y el diablo en la tierra del sol (1964) —quizá su película más aclamada, nominada para la Palma de Oro—, Terra em Transe (1967) y  El dragón de la maldad contra el santo guerrero (1969), también conocida como Antonio das Mortes, que obtuvo el premio al mejor director en Cannes.
Rocha está considerado como uno de los mejores directores brasileños de todos los tiempos y líder del movimiento Cinema Novo, así como un polemista a tiempo completo. En una ocasión, dijo: «Yo soy el Cinema Novo» (Eu sou o Cinema Novo), parafraseando la famosa cita de Luis XIV. Sus películas eran conocidas por sus temas políticos expresados de manera fuerte, a menudo combinados con misticismo y folclore, pero también por su particular estilo y fotografía. 
Sus escritos Revisão critica do cinema brasileiro (1963) y Eztetyka del hambre, de 1965, constituyeron las bases del Cinema Novo del Brasil. 

## Biofilmografía
Rocha nació en Vitória da Conquista (Bahía, Brasil) y se trasladó con su familia a Salvador de Bahía cuando sólo tenía nueve años de edad, estudiando allí en una famosa y respetada escuela presbiterian. Bahía es un estado conocido por tener una fuerte influencia de cultura africana y una profunda tradición barroca. Estas dos raíces culturales influirán enormemente en la obra de Rocha.
Durante su adolescencia, desarrolló un gran interés por las artes, especialmente el teatro y el cine, e incluso se unió a un grupo teatral. Fue muy activo en política, un rasgo que sería muy influyente en sus obras. A los dieciséis años comenzó a trabajar como freelancer para un periódico local y debutó como crítico de cine. Viajó por Brasil conociendo a críticos y directores brasileños e intentó presentar, sin éxito, su teoría cinematográfica en el Centro de Estudios Cinematográficos de Belo Horizonte. Esta teoría era un borrador de lo que después sería La Eztétyka del Hambre.
Más tarde, acudió a clases de Derecho durante unos dos años y en 1959, después de intervenir en algunos proyectos como asistente, finalmente dirigió Pátio, su primer cortometraje, una cinta de carácter experimental con gran peso en la plástica. También graba A Cruz na praça del cual no se conserva ninguna copia.
Ismail Xavier ve en O Pàtio el esqueleto de lo que será la contradicción permanente del cine de Rocha, esto es “la tensión permanente entre espacio abierto y demarcación, entre impostación teatral, en el habla y en el gesto, y una agilidad de cámara notable”. Esa convivencia de contrarios sería algo típicamente barroco. Stara, por otra parte, sostiene, sobre la base de testimonios, que Cruz na Praça “introducía, al  menos en parte,  el elemento fílmico al cual Glauber se mantendría fiel en todas sus películas sucesivas: la alegoría”.
Después de obtener cierto reconocimiento en Bahía por su obra y crítica artística, Rocha decidió dejar los estudios y seguir una carrera como periodista, además de director de cine.
Daniela Stara divide la filmografía de Rocha en dos etapas. Para este artículo, hemos identificado estas dos etapas con su manifiesto la Eztétyka del hambre y la Eztétyka del Sueño, respectivamente.

### Primera etapa: Eztétyka del hambre
La primera etapa del cine de Glauber Rocha contiene su obra realizada entre Barravento (1961) y O dragão da maldade contra o santo guerreiro (1969). Esta primera etapa, creemos, puede entender en torno a su manifiesto la Eztétyka del hambre presentado por Rocha en 1965.
En 1961, después de varios problemas durante el rodaje con el anterior director, Rocha asume la dirección y modifica el guion de Barravento, su primer largometraje. Gracias a este filme Glauber viaja por primera vez a Europa. En 1963 publica su primer libro Revisão critica do cinema brasileiro(Revisión crítica del cine brasileño) y en 1964 estrena Deus e o Diabo na Terra do Sol, la cual es premiada en cinco festivales y compite, sin ganar, por la Palma de Oro en Cannes. Esta película consolida a nivel internacional a Rocha como director y se la considera como un manifiesto del Cinema Novo. Ese mismo año se impone la Dictadura militar en Brasil que duraría 21 años hasta 1985.
En 1965 expone su famoso manifiesto Eztétyka del Hambre durante la Resena del Cinema Latinoamericano en Génova . Es importante señalar que lo hace en un momento en el que el Cinema Novo llevaba ya varios años impactando las pantallas de todo el mundo, por lo cual se trata de una síntesis, desde la praxis, de las ideas del movimiento y no un manifiesto preceptivo. Para Rocha lo que atraviesa a todas estas películas es el hambre: hambre del tercer mundo que no puede ser entendida mediante cifras, sino expresada a través de una violencia legítima que consigue hacer visible al hambriento para el colonizador. El hambre, además, se relaciona con la austeridad técnica y económica que condiciona a los cineastas de la primera etapa del Cinema Novo.
Ese mismo año con otros colegas la Mapa Film una casa productora que intenta luchar contra la hegemonía de Hollywood y las dificultades de hacer cine en Brasil. Cae, además, preso durante una manifestación contra la dictadura, siendo liberado gracias a un telegrama de protesta dirigido al presidente Castelo Branco firmado por Truffaut, Godard, Resnais, Ivens y Gance, lo cual demuestra la importancia internacional que había cobrado Rocha para ese entonces.
Después, viaja a la Amazonía donde graba en 1965 el cortometraje documental Amazonas, Amazonas (su primer trabajo a color) y Maranhão 66  en 1966. Estos dos trabajos le servirían para visualizar las imágenes que incluiría al año siguiente en Terra em transe, cinta, multipremiada, prohibida por la dictadura, que cosechó severas críticas de la izquierda radical.
En 1968 rueda los largometrajes O Dragão da Maldade contra o Santo Guerreiro y Câncer, esta última grabada en tan sólo cuatro días. Sin embargo, no fue sino hasta 1972 que Câncer estuvo montada, por lo cual situamos a esta cinta dentro de su siguiente etapa fílmica. Ese mismo año, Rocha hace el corto documental inacabado 1968 sobre las protestas en Brasil.
En 1969 se estrena O dragão da maldade contra o santo guerreiro consiguiendo en Cannes el premio a Mejor Director. En Europa se la conoció con el título de Antônio das Mortes. Por sus diferencias con sus filmografía anterior, esta cinta podría bien considerarse parte de la segunda parte de la obra  de Rocha, sin embargo, para Daniela Stara funciona como «hilo de conjunción»  entre los dos momentos de Rocha. 

#### Características de la primera etapa
Con diferencias de estilo estas películas encajan dentro de la primera etapa de Glauber, no sólo por su cronología, sino porque narrativamente mantienen los límites de un universo diegético, ficcional, homogéneo. En esta etapa conviven en el cine de Rocha un discurso crítico hacia la religión y una estructura narrativa organizada de manera mágica, profética.
El hambre y la violencia atraviesan a todos los personajes del cine de Rocha: bandidos, justicieros, mercenarios, santos, demagogos, charlatanes, mesías. Para Ismail Xavier, Rocha muestra influencias del Teatro épico de Brecht y de Antonin Artaud y su Teatro de la crueldad. Sus películas se apropian de mitos y los ponen en crisis mediante su reinterpretación, mediante el uso de la alegoría barroca, tradición arraigada en el nordeste de Brasil. 
En Barravento se nos muestra la vida de una comunidad pesquera explotada que no puede salir de su condición miserable debido a sus creencias religiosas. En cambio, Deus e o Diabo na Terra do Sol nos cuenta el viaje de liberación de dos campesinos en el sertão brasileño, que huyen de su casa después de asesinar al terrateniente del lugar, sólo para caer en las manos de un charlatán religioso y, más tarde, de un bandido mesiánico de quien se liberan al final de la cinta. En Terra em transe nos encontramos con un personaje trágico dividido entre la política y la poesía. O Dragão da Maldade contra o Santo Guerreiro es una historia épica, en la que Antonio Das Mortes, aquel mercenario asesino de cangaceiros de Deus e o Diabo na Terra do Sol, rompe su alianza con la oligarquía y se une a la lucha de un pueblo empobrecido y hambriento.
Los personajes del cine de Rocha son antiheroicos, arquetípicos y alegóricos, pues no se definen por su individualidad psicológica, sino que más bien representan fuerzas abstractas y grupos sociales que no siempre actúan de manera coherente, pues encarnan en sí mismos ideas diferentes, contradictorias. Para Ismail Xavier esta contradicción interna y ambivalente en sus personajes, termina a partir de O Dragão da Maldade contra o Santo Guerreiro, donde el bien y el mal están nítidamente definidos.
Y es que la convivencia de contrarios es clave para entender el cine de Rocha y su carácter barroco. Rocha tenía una visión totalizadora de la política, lo que está en plena consonancia con las grandes utopías modernistas de la época. La revolución fue un proyecto totalizador, así mismo el nacionalismo brasileño, el regionalismo latinoamericano, y más tarde, el Tricontinentalismo. En el cine de Rocha esta visión totalizadora choca constantemente con la parte. Contrastes, desequilibrios, excesos de todo orden, el impulso totalizador entra en tensión con una interminable acumulación de elementos, con una sucesión de detalles que desafía la síntesis.
A pesar de las influencias del neorrealismo italiano en el Cinema Novo, Rocha se mueve por terrenos en los que se produce hay una contradicción entre elementos realistas y no realistas. Por un lado, la puesta en escena usa personajes que se comportan de una manera impostada, teatralizada, pero con una cámara realista, documental, que no para de moverse, de acercarse, de girar.
La música no funciona como fondo, sino que contamina la escena, con una carga sonora densa, que contrasta con momentos fílmicos de silencio. Sin embargo, los desequilibrios de esta primera etapa se resuelven en favor de la organización general, por lo que sus películas encajan aún en los límites de un cine ficcional, diegético y relativamente homogéneo.
En cuanto a la religión, en sus dos primeras películas se mantiene un discurso explícitamente crítico con ella. Sin embargo, Ismail Xavier nos demuestra que narrativamente Barravento está organizada con una estructura mágica y Deus e o Diabo na Terra do Sol con una estructura profética. Ambas cintas realizan entonces un doble movimiento, por un lado hacen una crítica a la religión y por el otro, la incorporan a su lógica interna. Esta doble dirección, dejaría de estar presente en sus siguientes filmes, en los cuales la religión pasa a cobrar un valor positivo como forma de expresión del oprimido.
Mención aparte tendrían sus cortometrajes: Amazonas, Amazonas, Maranhão 66 y 1968, todos ellos documentales que, aunque temáticamente correspondan a las preocupaciones de Glauber, resulta difícil encontrar las mismas características que en sus filmes de ficción.
En 1969 Rocha participa como actor interpretándose a sí mismo en una escena de Le vent d'est de Jean-Luc Godard. Rocha manifestaría sus diferencias con Godard en varias ocasiones: “Yo lo entiendo a Godard. Un cineasta europeo, francés, es lógico que se plantee el problema de destruir el cine. Pero nosotros no podemos destruir aquello que no existe”.

### Segunda etapa: Eztétyka del sueño
La segunda etapa de Glauber inicia en 1970 con su exilio voluntario de cinco años durante el régimen dictatorial y con los filmes Der leone have sept cabeças y Cabezas cortadas. Durante su exilió vivió en muchos lugares, tales como España, Chile y Portugal. Nunca volvió definitivamente a su país natal hasta sus últimos días. Esta etapa se extiende hasta su último filme en vida A Idade da Terra de 1980. Se trata de una filmografía bastante diversa que se puede entender a través del manifiesto La Eztétyka del Sueño. Su búsqueda de nuevos caminos desembocó en una síntesis de sus propuestas en el montaje nuclear.
En 1972 viajó a Cuba donde sincroniza el sonido y termina de montar Câncer rodada en 1968. Con el apoyo del ICAIC empezó a trabajar en la cinta História do Brasil. Durante los años siguientes, Rocha viajó por distintos lugares y desarrolló múltiples proyectos que finalmente no se llevaron a cabo. Escribió guiones para largometraje, series de televisión, proyectos de libros, etc.

En 1974 concluyó en París y en Roma História do Brasil después de que Cuba le negara su apoyo alegando diferencias estéticas y políticas. En ese mismo año, hizo polémicas declaraciones en una carta a la revista Visão en la que apoyaba a la dictadura brasileña. Muchos vieron en estas declaraciones una traición a las izquierdas en medio de los horrores de la dictadura y un intento de buscar el favor de la dictadura para financiar sus proyectos. La carta le significó a Rocha un desprestigio que lo perseguiría aún después de muerto y que dificultaría el reconocimiento de las películas de su última película. Sin embargo, en los documentales Glauber o Filme, labirinto do Brasil de Silvio Tendlery Anabazys de Joel Pizzini y Paloma Rocha se nos plantea otra mirada.

Él no tenía relaciones directas con los militares. Él tenía una relación desde una lectura intelectual sobre el papel que los militares desempeñaban en la historia de Brasil en aquel momento y en aquella situación. Él fue un intelectual brasileño que primero comprendió que el grupo militar que estaba en el poder no era un grupo militar de extrema derecha, que era un grupo militar de centro y que podría devolver el poder político a la sociedad civil y que había un grupo militar de extrema derecha que no quería eso. (Corte) Quien en Brasil desempeñó el papel de reforzar la devolución del poder de los militares a la sociedad civil fue Glauber con esas declaraciones de apoyo a la abertura, de apoyo a la consolidación de la democracia brasileña. Él fue crucificado por causa de eso.
En 1975 Rocha realizó en Italia el largometraje Claro el cual fue criticado por su experimentalismo y por mostrar una Roma negativa. En 1976 propuso a Ford Coppola producir A Idade da Terra, sin embargo Coppola se encontraba ocupado con la producción de Apocalypse Now. Rocha recibió autorización para volver a Brasil, donde grabó el cortometraje Di Cavalcanti durante el entierro del pintor brasileño y amigo de Glauber, Di Cavalcanti. Aunque la cinta ganó en Cannes en la sección de cortometraje fue prohibida en Brasil por solicitud de la familia del pintor,
En 1977 rodó el mediometraje documental Jorge Amado no cinema y un año más tarde el largometraje A Idade da Terra, el cual sería presentado en 1980 en el Festival de Cine de Venecia. Durante la proyección de la película, la mayor parte del auditorio abandonó la sala. La crítica italiana destrozó la cinta y acusó a Rocha de haber financiado la cinta con la dictadura. La película no recibió ningún premio y Rocha, en un acto sin precedentes, salió a las calles y a gritos calificó de colonialista al jurado del festival.

En 1981, Glauber Rocha, enfermó en Portugal donde le diagnostican una pericarditis viral. Fue trasladado a Brasil de urgencia, mas no resistió el viaje y murió horas después de su llegada, el 22 de agosto de 1981, a los cuarenta y dos años de edad. Se había casado tres veces y tenía cinco hijos. Una despedida masiva acompañó su cuerpo sin vida. 

Antes de la muerte de Glauber, ni la derecha ni izquierda, ni el Cinema Novo ni la Nouvelle vague, nadie quería saber de él. En la noche de su muerte, todo el mundo quiere (hablar de él). Durante el día, nadie quería asumir nada. Glauber había hablado mal del partido comunista, de los fascistas, los militares, la izquierda, de todo el mundo.

#### Características de la segunda etapa
En las películas de esta etapa, Rocha no abandona el uso de la alegoría, lo mítico y lo épico-didáctico, sin embargo, incluye un nuevo elemento que distingue a esta etapa de la anterior: el sueño. 

El manifiesto de La Eztétika del sueño fue presentado al público en 1971, en una conferencia en la Columbia University en EE.UU, como respuesta a las críticas de O Dragão da Maldade contra o Santo Guerreiro - Antonio das Mortes. A diferencia de la Eztétika del hambre el texto representa más una declaración personal que la síntesis de un movimiento.

Eztétika del hambre” era la medida de mi comprensión racional de la pobreza en 1965. Hoy me niego a hablar de cualquier estética. La vivencia plena no puede sujetarse a conceptos filosóficos. El arte revolucionario debe tener una magia capaz de hechizar al hombre a tal punto que él no soporte más vivir en esta realidad absurda.(...) No justifico ni explico mi sueño porque él nace de una intimidad cada vez mayor con el tema de mis películas, el sentido natural de mi vida.

Rocha habla de un cine revolucionario desde el Tercer Mundo y propone un cine Tricontinental, haciendo eco a la Primera Conferencia Tricontinental realizada en La Habana en 1966. El hambre sigue siendo el motor principal de su propuesta, pero si antes la respuesta del hambriento era la violencia, ahora lo es el misticismo, entendido este como la religión del oprimido que se opone a la razón colonizadora.

Las vanguardias del pensamiento ya no pueden entregarse a la inútil victoria de responder a la razón opresora con la razón revolucionaria. La revolución es la antirazón. (...) La razón dominadora clasifica al misticismo como irracionalista y lo reprime a pura bala. Para ella, todo lo que es irracional debe ser destruido, ya sea la mística religiosa, ya sea la política. La revolución, como estado del hombre poseído que lanza su vida rumbo a una idea, es el espíritu más elevado del misticismo. (...) Mientras que la sinrazón planea revoluciones, la razón planea la represión. (...) A través de la comunión hay que tocar el punto vital de la pobreza, que es su misticismo. Este misticismo es el único lenguaje que trasciende el esquema racional de la opresión.
Ismail Xavier nos dice que a partir del rodaje de Câncer Rocha pasa de un cine “ficcional diegético, relativamente homogéneo”, a un cine en el que “el conflicto entre el todo y la parte se resuelve en favor de la fragmentación y la heterogeneidad”. Sus películas están formadas por episodios autónomos, en los que ficción y documental no se unen más de manera invisible, sino que muestran claras diferencias.

En Der leone have sept cabeças Rocha rompe con el guion y trabaja mediante la improvisación de los actores en una especie de gran performance en el que, gente de distintas tendencias políticas y clases sociales, actores y no actores, crean sus propias escenas y discusiones respecto al colonialismo. En el documental Rocha que Voa de Eryk Rocha escuchamos a Rocha decir:

El león de siete cabezas” es una película sobre el colonialismo en África y la revolución africana, ¿no? Quien tiene una comprensión de qué es el marxismo y el método dialéctico va a ver exactamente que la película es una discusión dialéctica sobre la realidad africana basada en hechos concretos, que provocan cualidades nuevas. Entonces la cualidad nueva es otro tipo de lenguaje. Entonces, en la película yo coloqué la cámara y la pantalla abierta para que el pueblo se manifestara. Entonces es un tipo de película donde el pueblo verdaderamente hace  su movimiento  de escena, sus diálogos,  que es  diferente del  cine imperialista, del cine burgués donde el director llega y determina de su cabeza cómo el pueblo debe funcionar. La película fue improvisada. Todas las escenas donde participaron los africanos fueron creadas por ellos mismos. Yo les explicaba los temas, incluso utilizando actores de tendencias políticas diferentes y ellos improvisaban la discusión política.
Si en el O dragão da maldade contra o santo guerreiro Rocha rompía con el guion, en Cabezas cortadas lo elimina completamente. En este filme se encuentran, además, varias señas de la admiración de Rocha por Buñuel y su interés por acercarse a las propuestas surrealistas. No es casualidad que Cabezas cortadas se haya rodado en Cadaqués, el mismo lugar donde Buñuel rodó La edad de oro; y que haya contado con la actuación de Paco Rabal, actor de Viridiana y Nazarín. Al respecto, Daniela Stara nos dice:

Rocha entonces recibe una influencia en su trabajo que es, en esa época, sólo implícita. Comparte con Buñuel el territorio (America Latina) y unos intereses comunes (la realidad del tercer mundo y sus problemáticas). ( … ) Por otro lado, la “Estética del Sueño” marca en el director una nueva forma de filmar: ésta se acerca y abiertamente se inspira al surrealismo de la primera y última etapa del español. Al final de su vida, Glauber llega a formular una propia imagen cinematográfica del pensamiento religioso. Podemos  decir que está trabajando con finalidades diferentes que las de Buñuel, pero es interesante constatar que sigue utilizando las herramientas del maestro: para formular esta imagen del pensamiento religioso recupera la figura de Cristo, personaje que, como he demostrado, tiene su referente en el buñueliano, aunque tamizado por el de Pasolini. 
Câncer, que como mencionamos anteriormente fue grabada en cuatro días durante el rodaje de O dragão da maldade contra o santo guerreiro, recurre a la improvisación del actor Antonio Pitanga en la calle. Ismail Xavier ve en esta película un diálogo de Rocha con el Cine Udigrudi y su exasperación por el espectáculo. El filme nos muestra un Brasil marginal, miserable, mediocre y mezquino. Resulta, además, interesante la solución a la que llegó Rocha para terminar de montar esta película. Después de intentar sincronizar el sonido con la imagen sin éxito en varios laboratorios, un montajista cubano consiguió sincronizarlo con una velocidad más lenta. Glauber decidió dejar en velocidad lenta toda la película, lo que es una muestra de su libertad creativa en esta etapa y su interés de probar nuevos caminos.
Hay que decir que estas tres primeras películas son anteriores al manifiesto de la Eztétyka del Sueño, por lo que nuevamente encontramos a la praxis como algo anterior a su teoría.
Claro, estilísticamente es muy similar a Der leone have sept cabeças y no presenta mayor innovación respecto a sus anteriores filmes. Nuevamente lleva a los actores a lugares públicos donde improvisan ante las miradas de la gente. Sin embargo, encontramos un recurso nuevo: Rocha aparece varias veces en la película. A momentos lo vemos frente a la cámara dirigiendo a los actores y en otras partes escuchamos su voz narrando la escena, recursos que serán muy usados en A Idade da Terra.
En los años 70, el principio de unidad de los filmes se mueve hacia la intervención directa del cineasta, en cuerpo y voz, hablando en primera persona para articular un conjunto  de estrategias del discurso cinematográfico,  en un paseo por diferentes registros y modalidades  de representación. La parte gana mayor autonomía, haciendo valer su propia fuerza y configuración local, desapareciendo los vestigios de un todo orgánico. 
História do Brasil, parece ser una excepción dentro de esta etapa. Daniela Stara en su tesis no la coloca en ninguno de los dos momentos de Rocha. Se la considera como una obra semi terminada por los problemas por los que atravesó Rocha para hacerla. Aunque la finalizó en 1974, la película estuvo censurada en Brasil hasta 1985. Se trata, según las descripciones, de un documental didáctico, narrativo y marxista-dialéctico.
Di Cavalcanti es el primer filme en el que Rocha experimenta con el montaje nuclear. El rodaje respondió a un impulso de Rocha al enterarse de la muerte de su amigo, el pintor Di Cavalcanti. En esta pequeña obra, además de la voz over de Rocha, podemos encontrar movimientos de cámara y técnicas de montaje que volvería a utilizar en A Idade da Terra. El carácter festivo del cortometraje, rodado en pleno entierro de Cavalcanti, fue la razón por la que la familia del pintor pidió la prohibición del filme. Ismail Xavier nos dice que en esta película no se rueda un acontecimiento, sino que el cine es el acontecimiento.
Jorjamado no cinema es un documental sobre el escritor Jorge Amado para un programa de televisión. Rocha graba a Amado en su casa con su familia, en una librería, en una sesión de autógrafos de sus libros, en el cine y en el estreno de una película basada en uno de sus libros. El estilo del documental es lúdico y no lineal, sin embargo, resulta difícil relacionar esta cinta con sus trabajos de ficción. Se trata de un retrato libre del escritor contado desde su intimidad.
Finalmente, A Idade da Terra es el filme en el que podemos encontrar todas las características anteriormente mencionadas y en el que Rocha llevó al extremo su propuesta de montaje nuclear.

#### Elmontaje nuclear
Muy poco se ha estudiado el «montaje nuclear» de Rocha. Quizás porque él mismo escribió y habló poco al respecto, quizás porque fue intencionalmente impreciso al hacerlo, quizás porque la crítica encumbró Di Cavalcanti, pero destrozó A Idade da Terra, quizás porque nadie quería saber sobre él en sus últimos años de vida, quizás porque su muerte prematura impidió que desarrollara más su propuesta, quizás porque fue una de las propuestas menos legibles de su carrera o quizás porque su heterogeneidad hace que resulte muy difícil estudiar dicho montaje. Lo cierto es que conseguir información sobre montaje nuclear aún hoy en día resulta difícil. Sobre este problema de definición, Marcelo Vieira Prioste nos dice que:
Con todo, intentar definir con exactitud el montaje nuclear es tropezar con las propias barreras  impuestas  por el interés de Glauber  en romper con las convenciones del lenguaje verbal. En 1976, en una carta al director Cacá Diegues revela irónicamente tener «descifrada la teoría del cine nuclear», que sería así: {\displaystyle MD={MI \over ME}={H \over E}=} Secreto de Estado                                   
Si realmente existió una teoría para el montaje nuclear pareciera que la intención no era compartirla por los caminos convencionales. ¿Qué podemos decir sobre el montaje nuclear que nos ayude a disipar las sombras en torno a esta propuesta? Para empezar, sabemos que Rocha empezó a hablar sobre el montaje nuclear en la misma época que estrenó el filme Claro, aunque no hay indicios de que lo haya empezado a utilizar en esta cinta. Lo que sí pareciera cierto, es que se trata de una consecuencia de las búsquedas de Glauber presentes desde el filme Câncer y de los planteamientos de La Eztétika del Sueño. Para Ana Lígia Leite e Aguiar la discontinuidad sería la matriz que generaría al montaje nuclear.
En esas producciones comenzó a elaborar la discontinuidad como una matriz de lo que llamaría montaje nuclear, un montaje en el que, trabajando con signos cognoscibles (el trabajador, el explorador, el colonizador, los colonizados), el director no buscará una dualidad polarizada para comprender, sino que evocará la figura del espectador para despertar, avivar, palabras y contenidos en un cine cada vez más alegórico y fraccionado.
Para Aguiar el montaje nuclear es una propuesta nacionalista de Glauber en la que busca “construir una vía figurativa propia para la nación”. El tipo de montaje en A Idade da Terra es similar al montaje de Di Cavalcanti, pero llevado a sus “consecuencias máximas”, para excitar los sentidos del espectador y buscar su complicidad creadora.
Ninguna escenificación valdrá más que la emoción vivida por el espectador, quien también es un creador en una película con estas características, cuando se deja violentar por estos ejercicios (aparentemente simples) de sentarse delante de otras plataformas de conocimiento, aceptar el “desencuadramiento”, desacostumbrar el ojo y revisar las posibilidades abiertas por un cine "sin filtros". Las supuestas fallas y excesos estarían expuestos a los ojos de los críticos- espectadores por una edición que incluye todas las partes del proceso. Estos efectos, somatizados, excitarían el cuerpo de quien ve, oswaldianamente hablando, con ojos libres, y ahí estaría la idea inicial de Glauber y que será reflejada por Peter Greenaway, de un día experimentar las potencialidades de un cine liberado de la narrativa clásica e incluso moderna, de hacer una película de 360 grados, de excitar aún más los sentidos humanos para que el "efecto del cine" no abandone a los espectadores al encender las luces. 
Imágenes y sonidos materiales que afectan a los cuerpos del público en el tiempo presente de la proyección, como lo propone Lima para pensar el cine de Glauber.
Intentamos, entonces, pensar el cine de Glauber afectando los cuerpos, la propia imagen como un cuerpo que nos toma y que ocupa el mundo. El realizador ya tenía un deseo bastante marcado de hacer que las imágenes saltaran de la tela, en una dimensión que parece bastante material y corpórea. Desde una cama, una fiesta, una huelga o una revolución, formas nuevas para la experiencia de una obra cinematográfica pueden ser instauradas – y entonces, en alguna medida, toda la importancia de tener un cuerpo estaría ahí en juego, de implicar el cuerpo entero en la experimentación de esos cuerpos fílmicos.
Stara nos dice que Rocha define este montaje como “un montaje frenético y no lineal, que repite escenas hasta la irritación”, un montaje que es una “cuarta dimensión”, que “produce la desnuclearización de los temas haciendo ver posible lo imposible”, un montaje en el que “la calidad está en la cantidad”. Pero “frenesí” no quiere decir rapidez y no se privilegia ninguna de las posibilidades de montaje.
No es una cuestión de velocidad o de lentitud lo que hace al conjunto ser nuclear (...) la película no privilegia el camino de lo cerrado o de lo lento sino que, naturalmente, los integra; es así que encontramos tomas fijas y secuencias largas pero cargadas internamente de movimiento, alternadas con secuencias cuyas tomas son más breves pero montadas rápidamente. Todo sin leyes precisas, porque como dice Glauber mismo, el montaje no tiene leyes.
El mismo Glauber reivindica el carácter libertario de su propuesta.
El montaje nuclear no está orientado por un principio moral o político, sino por un principio rigurosamente estético el cual produce la historia, el discurso, los hechos. Un montaje  inmoral, sin  preocupaciones por la comunicación  clásica y la exposición tradicional.
Glauber no se guía entonces por reglas que permitan una “comunicación clásica”, sino por las estructuras del inconsciente, como vemos en la siguiente cita.
El lenguaje cinematográfico es estructurado por el inconsciente (... ) y no ordenado por un montaje que sigue las tradicionales reglas dramáticas de la conciencia. La teoría del flujo de conciencia es la más bella, porque libera a la imagen. En la cabeza de cualquier director, la película en la que él piensa es una tempestad audiovisual, pero después se filma y se monta según las reglas de la gramática cinematográfica, que en el fondo son reglas de mercado.
En una entrevista de 1981, Glauber dice:
El problema del espectador en la obra de arte es un problema que yo no considero, y le digo esto con la mayor sinceridad. Porque creo que la obra de arte es un producto de la locura, en el sentido en que habla Fernando Pessoa, que habla Erasmo, es decir, la locura como la lucidez, la liberación del inconsciente. Por eso no me considero un cineasta profesional, porque si lo fuese, tendría que actuar según el ritual de la industria cinematográfica. Me considero un amateur, como Buñuel, como alguien que ama el cine...”
Rocha nunca abandona su postura lo política. Liberación de la imagen, liberación del inconsciente para alcanzar esa “cuarta dimensión” mediante la “disolución del ego narcisista, centro del poder fálico que nos domina y que es la causa de la neurosis occidental”. En su manifiesto de La eztétyka del sueño declara que “la ruptura con los racionalismos colonizadores es la única salida” y que el misticismo es “el único lenguaje que trasciende el esquema racional de la opresión”.
Stara continúa diciendo: “todo parece existir espontáneamente como base para la liberación de la imagen y para hacer, por tanto, que ésta se mueva como dentro de un sueño”, favoreciendo la “explosión de la imagen” y “pudiendo ser una suerte de summum de todas las posibilidades de montar.” 
Este adjetivo, «nuclear», proviene entonces de aquello que llamaría yo la «explosión de la imagen» o, dicho de otro modo, la libertad que se le da a la imagen para salir de la constricción de la puesta en escena clásica, la cual prevé un montaje igualmente clásico (el grado cero de la escritura cinematográfica), para huir, por otro lado, del campo de lo formal y entrar en el grado de lo inconsciente.
El rompimiento de la escena clásica que señala Stara, se da a través de “núcleos autónomos, disonantes, sin ordenación vertical. Flujo intensivo que circula y se bifurca, sufre interrupciones abruptas y se ramifica”. Glauber ya no trabaja con principios de oposición y yuxtaposición de las partes, sino, con efectos de suspensión y disyunción. Ya no existe totalidad posible ni conclusión final. El montaje nuclear rompe con la idea de un inicio, un medio y un fin, estamos siempre en el medio, en la verdad, pudiendo entrar desde cualquier punto.
La producción incesante de fragmentos que no tienen un empalme dado, sino que son moldeables, ese rompecabezas singular apunta a formas siempre por venir, a la potencialidad de una constante formación de temporalidades, al perpetuo reajuste de las piezas. (...) Lo inacabado no es en relación de una incompletitud, como si todavía faltase algo. (...) Es una obra que puede, ella misma, ser puesta en relación con otras, son imágenes que no tienen una amalgama que inmovilice la procesualidad del filme. Una experiencia que no cesa de ser llevada al torbellino, abierta a nuevos desarreglos.
Cuatro meses antes de filmar Di Cavalcanti, Glauber visitó el acervo de Sergei Eisenstein en Moscú y escribió el texto “Eyzenstein y la Revolución Soviétyka”. Según Marcelo Vieira Prioste las teorías del montaje intelectual de Eisenstein servirían para liberar al cine de Glauber del neorrealismo y de la nouvelle vague. Sabemos también por dos cartas de 1976 mencionadas por Daniela Stara, que Glauber afirmaba “que con su “montaje nuclear”, había llegado a la síntesis que no desarrolló Eisenstein”

## Filmografía[14][15][16]
| Título original                              | También conocido como  | Características                                                       | Título en España y Latinoamérica                | Año  |
| -------------------------------------------- | ---------------------- | --------------------------------------------------------------------- | ----------------------------------------------- | ---- |
| Pátio                                        |                        | Cortometraje, blanco y negro                                          | Pátio                                           | 1959 |
| Cruz na Praça                                |                        | Cortometraje, blanco y negro, metraje perdido                         | Cruz na Praça                                   | 1959 |
| Barravento                                   |                        | Largometraje, blanco y negro                                          | Barravento                                      | 1961 |
| Deus e o Diabo na Terra do Sol               |                        | Largometraje, blanco y negro                                          | Dios y el diablo en la tierra del Sol           | 1964 |
| Amazonas, Amazonas                           |                        | Cortometraje, color                                                   | Amazonas, Amazonas                              | 1965 |
| Maranhão 66                                  |                        | Cortometraje, blanco y negro                                          | Maranhão 66                                     | 1966 |
| Terra em transe                              |                        | Largometraje, blanco y negro                                          | Tierra en trance                                | 1967 |
| 1968                                         |                        | Cortometraje, blanco y negro, codirigido con Affonso Beato            | 1968                                            | 1968 |
| O Dragão da Maldade Contra o Santo Guerreiro | Antonio das Mortes     | Largometraje, color                                                   | El dragón de la maldad contra el santo guerrero | 1969 |
| Cabezas cortadas                             |                        | Largometraje, color                                                   | Cabezas cortadas                                | 1970 |
| Letícia em Marrocos                          |                        | Diario de viaje                                                       | Letícia em Marrocos                             | 1970 |
| Der Leone Have Sept Cabeças                  | O Leão de Sete Cabeças | Largometraje, color                                                   | El león de siete cabezas                        | 1970 |
| O Rei dos Milagres                           |                        | Largometraje, color, codirigido con Gianni Barcellon y Joel Barcellos | O Rei dos Milagres                              | 1971 |
| Câncer                                       |                        | Largometraje, blanco y negro                                          | Câncer                                          | 1972 |
| Paloma, paloma                               |                        | Diario de viaje                                                       | Paloma, paloma                                  | 1972 |
| História do Brasil                           |                        | Largometraje, blanco y negro                                          | La historia de Brasil                           | 1974 |
| As Armas e o Povo                            |                        | Largometraje, blanco y negro                                          | As Armas e o Povo                               | 1975 |
| Claro                                        |                        | Largometraje, color                                                   | Claro                                           | 1975 |
| Di Cavalcanti                                | Di-Glauber             | Cortometraje, color                                                   | Di Cavalcanti                                   | 1977 |
| Jorjamado no Cinema                          |                        | Mediometraje, color                                                   | Jorjamado no Cinema                             | 1977 |
| A idade da terra                             |                        | Largometraje, color                                                   | La edad de la Tierra                            | 1980 |
| História do Brasil                           |                        | Post mortem                                                           | La historia de Brasil                           | 1985 |

## Premios y nominaciones[17]
Festival Internacional de Cine de Cannes
| Año  | Categoría                       | Película                                     | Resultado |
| ---- | ------------------------------- | -------------------------------------------- | --------- |
| 1964 | Palma de Oro                    | Deus e o Diabo na Terra do Sol               | Nominado  |
| 1967 | Palma de Oro                    | Terra em transe                              | Nominado  |
| 1967 | Premio FIPRESCI (ex-aequo)      | Terra em transe                              | Ganador   |
| 1969 | Palma de Oro                    | O Dragão da Maldade Contra o Santo Guerreiro | Nominado  |
| 1969 | Mejor director (ex-aequo)       | O Dragão da Maldade Contra o Santo Guerreiro | Ganador   |
| 1977 | Palma de Oro Mejor Cortometraje | Di Cavalcanti                                | Nominado  |
| 1977 | Premio Especial del Jurado      | Di Cavalcanti                                | Ganador   |

Festival Internacional de Cine de Karlovy Vary
| Año  | Categoría        | Película   | Resultado |
| ---- | ---------------- | ---------- | --------- |
| 1962 | Globo de Cristal | Barravento | Nominado  |

Festival Internacional de Cine de Locarno
| Año  | Categoría                                                          | Película        | Resultado |
| ---- | ------------------------------------------------------------------ | --------------- | --------- |
| 1967 | Gran Premio del Jurado Joven (actualmente llamado Leopardo de Oro) | Terra em transe | Nominado  |
| 1967 | Gran Premio del Jurado Joven (actualmente llamado Leopardo de Oro) | Terra em transe | Ganador   |

Festival Internacional de Cine de Venecia
| Año  | Categoría   | Película         | Resultado |
| ---- | ----------- | ---------------- | --------- |
| 1980 | León de Oro | A idade da terra | Nominado  |